# 1951年辽河大水

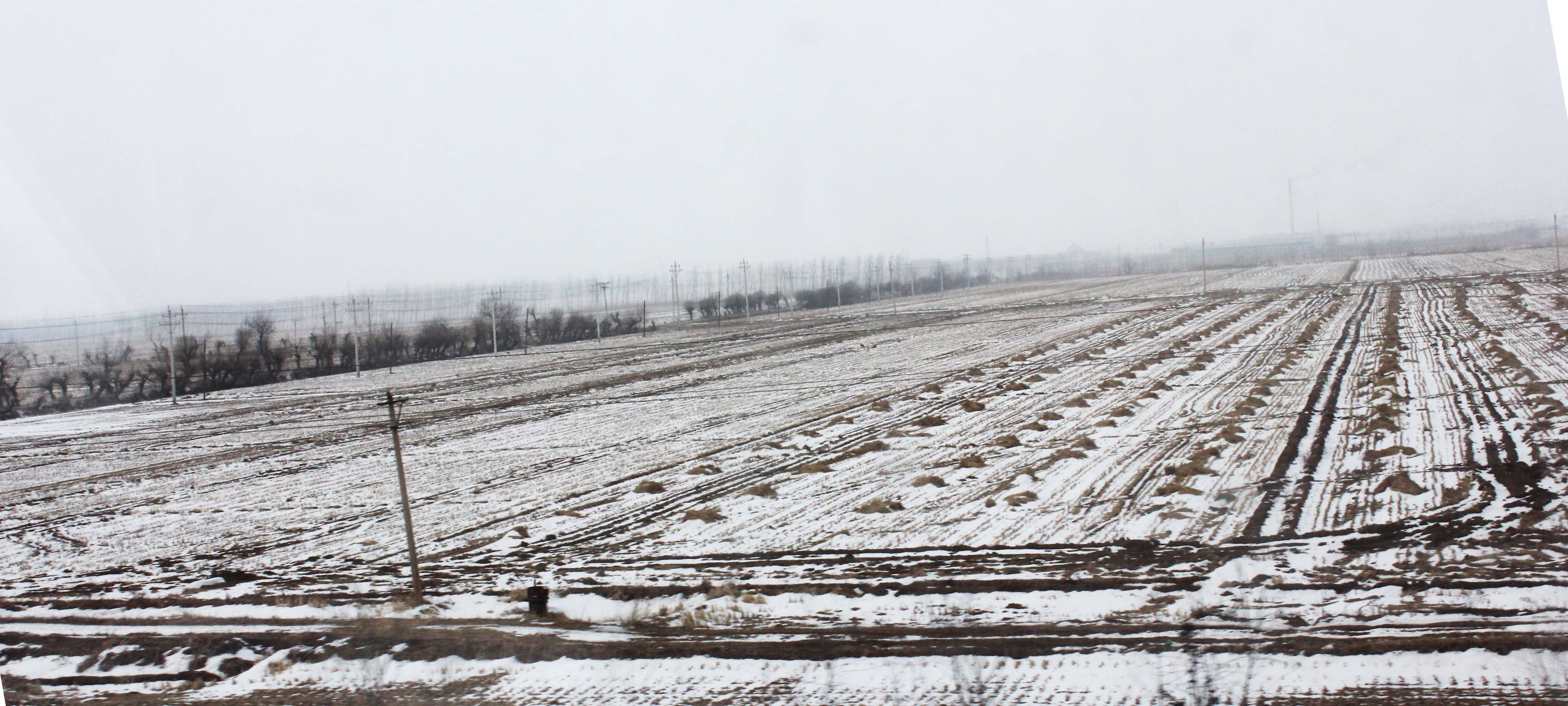
辽宁省中部的辽河平原

1951年辽河大水，是指1951年7月-8月发生在辽河流域的一场洪灾，是中华人民共和国历史上的重大水灾之一。据统计，洪灾造成33个县受灾、受灾人口94万人，死亡6213人，灾面积49.3万公顷（739.5万亩）、成灾面积660万亩，倒塌房屋14.45万间，冲毁公路400公里，沈山、长大铁路中断行车40-50天。 

## 特大暴雨
1951年7月下旬至8月中旬，辽宁省大部分地区先后降大暴雨、特大暴雨。暴雨中心在西丰、开原一带，重灾在台安、盘山等县, 灾区平地水深2米左右, 最深达3米以上。辽河、清河、浑河、太子河水势猛涨：8月14日，清河开原老城站洪峰流量12300立方米每秒，8月15日，辽河铁岭站洪峰流量14200立方米每秒，均为有记载以来历史最大洪水。
此外，浑河、太子河上游也普降大雨，抚顺、新宾、清原等县各河洪水陡涨，浑河、太子河在支流多处决口情况下，出现大洪水。据记载，1951年，中部地区大小河流决口达570多处。其中，辽河180处，清河81处，太子河8处，浑河23处，蒲河38处，辽河、浑河、太子河中下游地区一片汪洋。

## 灾情统计
据当时的辽东、辽西、热河、沈阳四个省、市（现辽宁省部分）统计，洪灾造成33个县受灾、受灾人口94万人，死亡6213人，灾面积49.3万公顷（739.5万亩）、成灾面积660万亩，倒塌房屋14.45万间（一说13.8万间），冲毁公路400公里，沈山铁路、长大铁路中断行车40-50天。 
据其它一些资料显示，此次洪灾造成辽宁、吉林两省受淹农田43.4万公顷，受灾人口87.6万人，死亡3100多人。